# Lukáš Pešek
Lukáš Pešek (Prága, 1985. november 22.–) cseh motorversenyző, legutóbb a MotoGP-ben versenyzett. Testvére, Karel szintén motorversenyző.

## Karrierje
2001-ben és 2002-ben megnyerte a cseh bajnokság nyolcadlitereseinek küzdelmét. Utóbbi évben szabadkártyásként elindult a MotoGP-ben, a hazai versenyen. 2003-ban az Európa-bajnokságon vett részt. Az év második felében összesen kilenc futamon vett részt a gyorsaságimotoros-világbajnokságon. Egészem 2007-ig a nyolcadliteresek között versenyzett, ezalatt legjobb összetett-eredménye egy negyedik hely volt. Ezt utolsó évében, 2007-ben sikerült elérnie, amikor hatszor is dobogóra állhatott, ebből kétszer győztesként.
2008-ban és 2009-ben a negyedliteresek között indult, különösebb sikerélmény nélkül. Mindkét évében tizenötödik lett, előbb 43, majd 74 ponttal. 2010-től az újonnan létrejött Moto2-es kategóriában vesz részt, a Moriwaki csapatában. A szezon során elég megbízhatatlanul teljesített, hazai versenyéig mindössze kétszer sikerült pontot szereznie, mindössze négyet.
2013-ban versenyzett legutóbb, a Ioda-Suter motorral, amin ült, nem tudott egyetlen pontot sem szerezni.

## Statisztika
| Év       | Kat.    | Motor      | Futam | Győzelmek | Dobogó | Pole | LKör | Pont | Helyezés |
| -------- | ------- | ---------- | ----- | --------- | ------ | ---- | ---- | ---- | -------- |
| 2002     | 125 cm³ |            | 1     | 0         | 0      | 0    | 0    | 0    | HN       |
| 2003     | 250 cm³ | Yamaha     | 9     | 0         | 0      | 0    | 0    | 4    | 30.      |
| 2004     | 125 cm³ | Honda      | 16    | 0         | 0      | 0    | 0    | 20   | 21.      |
| 2005     | 125 cm³ | Derbi      | 16    | 0         | 0      | 0    | 0    | 25   | 19.      |
| 2006     | 125 cm³ | Derbi      | 16    | 0         | 3      | 2    | 1    | 154  | 6.       |
| 2007     | 125 cm³ | Derbi      | 17    | 2         | 6      | 1    | 3    | 182  | 4.       |
| 2008     | 250 cm³ | Aprilia    | 16    | 0         | 0      | 0    | 0    | 43   | 15.      |
| 2009     | 250 cm³ | Aprilia    | 16    | 0         | 0      | 0    | 0    | 74   | 15.      |
| 2010     | Moto2   | Moriwaki   | 11    | 0         | 0      | 0    | 0    | 5    | 34.      |
| 2013     | MotoGP  | Ioda-Suter | 18    | 0         | 0      | 0    | 0    | 0    | HN       |
| Összesen |         |            | 136   | 2         | 9      | 3    | 4    | 507  |          |

## Teljes MotoGP-eredménylistája
(Táblázat értelmezése)

(Félkövér: pole-pozícióból indult; dőlt: leggyorsabb kört futott) 

| Év   | Géposztály | Motor      | 1       | 2       | 3       | 4       | 5       | 6       | 7       | 8       | 9       | 10      | 11      | 12      | 13      | 14      | 15      | 16      | 17      | Poz.    | Pont |   |
| ---- | ---------- | ---------- | ------- | ------- | ------- | ------- | ------- | ------- | ------- | ------- | ------- | ------- | ------- | ------- | ------- | ------- | ------- | ------- | ------- | ------- | ---- | - |
| 2002 | 125 cm³    | Honda      | JPN     | RSA     | SPA     | FRA     | ITA     | CAT     | NED     | GBR     | GER     | CZE Ret | POR     | BRA     | PAC     | MAL     | AUS     | VAL     |         | HN      | 0    |   |
| 2003 | 250 cm³    | Yamaha     | JPN     | RSA     | SPA     | FRA     | ITA     | CAT 16  | NED     | GBR     | GER 16  | CZE 17  | POR Ret | BRA 17  | PAC Ret | MAL Ret | AUS 12  | VAL 19  |         | 30.     | 4    |   |
| 2004 | 125 cm³    | Honda      | RSA 20  | SPA Ret | FRA 14  | ITA 15  | CAT Ret | NED Ret | BRA 15  | GER 17  | GBR 12  | CZE Ret | POR 8   | JPN Ret | QAT 17  | MAL Ret | AUS 12  | VAL Ret |         | 21.     | 20   |   |
| 2005 | 125 cm³    | Derbi      | SPA Ret | POR Ret | CHN 9   | FRA Ret | ITA Ret | CAT Ret | NED 15  | GBR Ret | GER 6   | CZE Ret | JPN Ret | MAL 12  | QAT Ret | AUS Ret | TUR 13  | VAL Ret |         | 19.     | 25   |   |
| 2006 | 125 cm³    | Derbi      | SPA 2   | QAT Ret | TUR 7   | CHN 6   | FRA Ret | ITA 3   | CAT 5   | NED 5   | GBR 7   | GER 3   | CZE Ret | MAL 9   | AUS 6   | JPN 5   | POR 4   | VAL 5   |         | 6.      | 154  |   |
| 2007 | 125 cm³    | Derbi      | QAT 3   | SPA 2   | TUR 6   | CHN 1   | FRA 2   | ITA Ret | CAT 13  | GBR 18  | NED 7   | GER 4   | CZE 3   | RSM 20  | POR 13  | JPN 12  | AUS 1   | MAL 6   | VAL 5   | 4.      | 182  |   |
| 2008 | 250 cm³    | Aprilia    | QAT Ret | SPA 10  | POR 10  | CHN Ret | FRA Ret | ITA Ret | CAT 10  | GBR 13  | NED 15  | GER Ret | CZE 14  | RSM 9   | IND C   | JPN 12  | AUS 14  | MAL 10  | VAL Ret | 15.     | 43   |   |
| 2009 | 250 cm³    | Aprilia    | QAT 13  | JPN 7   | SPA 13  | FRA 7   | ITA Ret | CAT 12  | NED 12  | GER 12  | GBR 12  | CZE 12  | IND 7   | SMR Ret | POR 11  | AUS 12  | MAL 8   | VAL 12  |         | 15.     | 74   |   |
| 2010 | Moto2      | Moriwaki   | QAT 15  | SPA 26  | FRA 13  | ITA Ret | GBR 20  | NED Ret | CAT Ret | GER Ret | CZE Ret | IND 20  | SMR 15  | ARA     | JPN     | MAL     | AUS     | POR     | VAL     | 34.     | 5    |   |
| 2013 | MotoGP     | Ioda-Suter | QAT 18  | AME Ret | SPA Ret | FRA Ret | ITA 19  | CAT 16  | NED Ret | GER 19  | USA 18  | IND Ret | CZE Ret | GBR Ret | RSM Ret | ARA 19  | MAL Ret | AUS 19  | JPN Ret | VAL Ret | HN   | 0 |